# Petr Bystron
Petr Bystron, né le 30 novembre 1972 à Olomouc (alors en Tchécoslovaquie), est un politologue et homme politique allemand d'extrême droite.
Il est élu au Bundestag pour la circonscription de Munich Nord lors des élections fédérales allemandes de 2017, sous l'étiquette du parti Alternative pour l'Allemagne. Il est l'une des têtes de liste du parti en vue des élections européennes de 2024.
Petr Bystron fait l'objet de controverses pour ses liens avec la Russie. Les renseignements tchèques présentent en 2024 la preuve que Bystron a été soudoyé par la Russie pour représenter ses intérêts au Parlement européen et au Bundestag allemand. Une enquête est ouverte par la justice allemande et mène à plusieurs perquisitions le 16 mai 2024.

## Biographie

### Jeunesse et débuts professionnels
Petr Bystron naît le 30 novembre 1972 dans la ville tchèque d'Olomouc, appartenant alors à la Tchécoslovaquie. Il déménage avec ses parents en Allemagne en 1987. Il étudie dans plusieurs établissements de Munich, puis rejoint l'École de sciences politiques de Munich.
Il est associé-gérant d'une agence de publicité de 1994 à 2004, puis exerce des activités professionnelles dans le domaine de la publicité, du conseil et du marketing. Il est également politologue diplômé.

### Carrière politique
Il est membre du Parti libéral-démocrate (FDP) de 2006 à 2013, ou de 2005 à 2013 selon sa notice biographique sur le site du Bundestag.
Il entre ensuite à l'AfD, parti populiste d'extrême droite allemand, dont il dirige le comité pour la politique européenne et étrangère de 2013 à 2015.
En 2017, Bystron est surveillé par l'Office fédéral de protection de la constitution, service de renseignement intérieur allemand, en raison de ses liens étroits avec le mouvement identitaire, en particulier Identitární hnutí Bavorsko, groupe qui « montre une forte affinité avec l'idéologie nationaliste d'extrême droite ». Sur le site d'extrême droite Politically Incorrect, Bystron écrit que le parti Alternative pour l'Allemagne doit être un « bouclier protecteur de cette organisation ». Le service de sécurité nationale allemand mentionne Bystron dans son rapport sur la surveillance de l'AfD, considéré comme un parti aux objectifs anticonstitutionnels.
En 2018, il dit avoir participé, avec le ministre russe des Affaires étrangères Sergueï Lavrov, à la libération du blogueur allemand Billy Six, emprisonné au Venezuela.
Il est élu au Bundestag pour la circonscription de Munich Nord lors des élections fédérales allemandes de 2017, sous l'étiquette du parti Alternative pour l'Allemagne, puis réélu en 2021.
Maximilian Krah et Petr Bystron sont désignés en interne têtes de liste, respectivement numéro un et numéro deux, de l'AfD pour les élections européennes de 2024.

## Controverses

### Reconnaissance de Jérusalem comme capitale d'Israël
Petr Bystron est en faveur de la reconnaissance par l'Allemagne de Jérusalem comme la capitale d'Israël. En 2018, il fait pression sur le gouvernement allemand pour qu'il prenne cette décision, après le choix fait par Donald Trump de relocaliser à Jérusalem l'ambassade des États-Unis en Israël.

### Levée de son immunité parlementaire
À l'été 2022, l'immunité parlementaire de Petr Bystron est levée par le Bundestag, après qu'il a été accusé d'avoir fait un salut nazi lors d'un discours sur la Königsplatz de Munich. Lui-même se défend d'avoir effectué ce geste, prohibé par la loi allemande. En septembre 2022, un tribunal de Munich rejette l'ordonnance pénale réclamée à son encontre et annule la décision du Parlement. Le tribunal estime que le geste du bras effectué par Bystron n'est pas suffisamment reconnaissable, « dans la dynamique du discours », pour donner lieu à des poursuites.
Son immunité parlementaire est à nouveau levée le 16 mai 2024 après un vote du Bundestag, en vue de perquisitionner plusieurs locaux qu'il occupe. Il la retrouve en juin 2024, mais elle est à nouveau levée en mai 2025 par la commission juridique du Parlement européen. Petr Bystron est alors soupçonné de faits de corruption, de fraude, de blanchiment d'argent et d'évasion fiscale.

### Liens avec la Russie et réception d'argent russe
Selon RFi, Petr Bystron est « connu [...] pour ses positions pro-russes ».
Le 28 mars 2024, le site tchèque Deník N (cs) et le journal allemand Der Spiegel rapportent que le service de sécurité et de renseignement tchèque soupçonne Petr Bystron d'être l'un des bénéficiaires de fonds du portail Internet de propagande pro-Kremlin Voice of Europe, financé par l'oligarque Viktor Medvedtchouk. Bystron participe lui-même à des interviews diffusées par le portail. 
Le 3 avril, les dirigeants de l'AfD, Alice Weidel et Tino Chrupalla, exigent une explication écrite de Petr Bystron, en réponse aux accusations portées contre lui. De son côté, l'intéressé nie tout financement par la Russie et affirme que le but de ces accusations est de contrer « sa campagne électorale [...] par des accusations manipulatrices émanant de services de renseignement étrangers ». Après le démenti catégorique de Bystron, la direction de l'AfD affirme que le parti « doit considérer M. Bystron comme innocent » et soutient le candidat. Maximilian Krah, autre candidat de l'AfD aux élections européennes, demande cependant à Bystron de ne plus apparaître en public le temps que l'affaire soit réglée. 
Les services secrets tchèques informent la commission du renseignement du Parlement tchèque le 18 avril 2024. Un député rapporte à Deník N (cs) une conversation interceptée entre Bystron et l'homme d'affaires ukrainien fidèle à Moscou, Artem Marchevsky, à Prague. Le renseignement avait mis sur écoute la voiture de Marchevsky. Lors de la réunion, une somme d'argent de 20 000 euros est remise à Bystron,,. Sur la cassette, il est possible d'entendre Bystron compter l'argent avant de le récupérer. 
En juin 2024, Deník N, en collaboration avec plusieurs autres médias, révèle qu'il pourrait avoir été impliqué de manière bien plus importante qu'initialement soupçonnée dans l'affaire. Il aurait notamment participé à des réunions sur la production de contenu pour Voice of Europe et à des conférences dans toute l'Europe.
Petr Bystron réfute toutes les accusations et affirme avoir « pris contact avec des avocats, tant en Allemagne qu'en République tchèque, afin d'intenter une action contre cette calomnie ».

## Affaires judiciaires
En mars 2024, Petr Bystron aurait versé sur un compte bancaire appartenant à une de ses sociétés une somme de 35 000 €, avant de retirer cette somme le jour même. L'inactivité de la société avant cette opération laisse penser à la justice qu'il pourrait s'agit de blanchiment d'argent. Une autre société, appartenant à sa mère jusqu'à son rachat par Petr Bystron en 2023, voit ses finances enrichies de 6,5 millions de couronnes tchèques, soit environ 250 000 €. Il est impossible de savoir d'où provient cet argent ni ce qu'il est devenu par la suite.
En avril 2024, le parquet de Munich ouvre une enquête préliminaire concernant de potentiels faits de corruption, et de blanchiment d'argent. Le ministère public enquête sur les liens potentiels de Bystron avec des agents d'influence au service de Moscou, qui lui auraient transmis l'argent. Après la levée de son immunité parlementaire, son bureau est perquisitionné le 16 mai, en même temps que d'autres bâtiments lui appartenant, en Bavière et à Majorque, ainsi que du bureau de l'une de ses collaboratrices parlementaires au Bundestag. Ces recherches mobilisent plusieurs dizaines d'agents et sont critiquées par le parti AfD. Les enquêteurs trouvent un coffre-fort de bureau fermé qui est placé sous scellés. À l'intérieur sont retrouvés des documents papiers, une somme de 2 000 € d'argent liquide et une liste de lingots d'or, ainsi que des relevés de comptes bancaires domiciliés au Liechtenstein et en République tchèque. Lors de la perquisition, Petr Bystron leur remet un vieux téléphone de marque Nokia, ce qui étonne les enquêteurs, le député possédant normalement un smartphone plus moderne. Ils se demandent si le téléphone est bien le bon et si un autre téléphone ne contiendrait pas des renseignements utiles à l'enquête, soupçonnant Bystron d'avoir été prévenu de leur perquisition. Il retrouve finalement son immunité parlementaire en juin 2024.

## Vie privée
Petr Bystron est catholique. Il est marié et père de deux enfants.